# Zobec
Zobec je priimek več znanih Slovencev: 
- Barbara Zobec (*1955), vrhovna sodnica
- Branka Zobec Hrastar, pravnica, tožilka
- Daša Zobec, knjižničarka, biografinja (MB)
- Erik Zobec, metalurg, strokovnjak za plavže
- Ivan Zobec (1890—1979), pravnik
- Ivo Zobec (1897—1990), agrokemik in pedagog
- Jan Zobec (*195?), pravnik, ustavni in vrhovni sodnik
- Miha Zobec, zgodovinar manjšin in migracij
- Mihael Zobec, jadralec
- Miran Zobec, jadralec
- Peter Zobec (1932—2012), filmski umetnik, režiser, organizator, publicist
- Salvator Zobec (1870—1934), frančiškan in nabožni pisec
- Tone Zobec [u. 1969], prevajalec iz slov. v nem.
- Ylenia Zobec (*1986), pevka zabavne glasbe iz Trsta
- Živko Zobec (1926—1988), pravnik, vrhovni sodnik, prof. PF